# Kai Michael Müller
Kai Michael Müller (* 9. Juli 1991 in Berlin) ist ein deutscher Schauspieler.

## Leben und Wirken
Er gab 2002 an der Seite seiner jüngeren Schwester Nicole Mercedes Müller sein Kinodebüt im Kinder-Abenteuerfilm 4 Freunde & 4 Pfoten (Regie: Gabriele Heberling) ab. Im selben Jahr wurde er für den ZDF-Kinderfilm Der Fluch des schwarzen Schwans (Regie: Peter Welz) für die Hauptrolle des Timo besetzt. 2003 spielte er im mit dem „German-Independence-Award“ ausgezeichneten Film Sugar Orange (Regie: Andreas Struck) die Rolle des jungen Sugar. Es folgten der Kinofilm Max & Moritz – Reloaded (Regie: Thomas Frydetzki) in dem er die Rolle des Moritz spielte und danach in dem mit dem Deutschen Filmpreis in Silber ausgezeichnete Kinofilm Knallhart (Regie: Detlev Buck), wo er Matze verkörperte.
2006 war er in den Fernsehproduktionen Sperling und die kalte Angst (Regie: Uwe Janson) und im Spielfilm Am Ende des Schweigens (Regie: Erhard Riedlserger) zu sehen. Weitere Produktionen folgten 2007 mit der Serie Unschuldig – Folge: Siri (Regie: Thomas Stiller) und dem Jugend-Drama Ein Teil von mir, ausgezeichnet mit dem Max-Ophüls-Preis (Regie: Christoph Röhl). Parallel zu Gangs (Regie: Rainer Matsutani) drehte er 2008 unter der Regie von Dominik Graf den Fernsehmehrteiler Im Angesicht des Verbrechens.

## Filmografie

### Kino
- 2003: 4 Freunde & 4 Pfoten
- 2004: Sugar Orange
- 2005: Max und Moritz Reloaded
- 2006: Knallhart
- 2008: Ein Teil von mir
- 2009: Gangs
- 2011: Stadt Land Fluss
- 2012: Nemez
- 2012: Am Himmel der Tag
- 2014: True Love Ways
- 2017: Rakete Perelman

### Fernsehen
- 2003: Der Fluch des schwarzen Schwans
- 2006: Am Ende des Schweigens
- 2007: Sperling – Sperling und die kalte Angst
- 2006–2007: Schloss Einstein (mehrere Folgen)
- 2008: Ein Teil von mir
- 2008: Unschuldig – Siri
- 2010: Kommissarin Lucas – Wenn alles zerbricht
- 2010: Im Angesicht des Verbrechens
- 2010: Tatort – Borowski und der vierte Mann
- 2011: Krimi.de – Schuldig
- 2012: Der Alte – Folge 366: Königskinder
- 2012: Friedrich – Ein deutscher König
- 2013: Unsere Mütter, unsere Väter – Ein anderer Krieg
- 2013: Verbrechen nach Ferdinand von Schirach – Notwehr
- 2013: SOKO Leipzig – Messezeiten (Staffel 13)
- 2015: In aller Freundschaft – Die jungen Ärzte – Entscheidungen
- 2016: Ein starkes Team – Knastelse
- 2018: Großstadtrevier – Drah di ned um
- 2019: Notruf Hafenkante – Zeit ist Geld
- 2019: Tage des letzten Schnees – Regie: Lars-Gunnar Lotz
- 2020: SOKO Köln – Schmidts Reloaded
- 2022: Polizeiruf 110: Black Box
- 2023: In aller Freundschaft – Die jungen Ärzte – Schwerelos